# كاثرين واي
كاثرين «كاي» واي (بالإنجليزية: Katharine Way)‏ (20 فبراير 1902- 9 ديسمبر 1995) الفيزيائية الأمريكية التي اشتهرت بعملها على مشروع البيانات النووية. وأثناء الحرب العالمية الثانية كانت تعمل لصالح مشروع مانهاتن في معمل ميتالورجيكل في شيكاغو. وشغرت منصب بروفيسور مساعد في جامعة ديوك عام 1968.

## التعليم ونشأتها
ولدت كاثرين واي في سويكلي ببنسلفينيا، وهي الابنة الثانية للمحامي ويليام اديسون واي وزوجته لويس جونس، ولديها من الأشقاء أخ كبير وأخت صغيرة. كان اصدقائها وزملائها يعرفونها باسم كاي. توفيت والدتها عندما كانت في سن الحادية عشرة، ثم تزوج والداها من متخصصة أُذن وحنجرة، والتي قدمت لكاي نموذجًا فعالاً للمرأة المهنية.

تلقت كاثرين تعليمها في مدرسة ميس هارتريدج الداخلية في مدينة بلاينفيلد بنيو جيرسي ومدرسة هول روزميري بمدينة غرينويتش كونيتيكت. وفي عام 1920 دخلت كلية فازار، لكنها اضطرت لتركها بعد مرور عامين عندما أصبحت مريضة بداء السل. وبعد أن تعافت من ذاك المرض في سارانك ليك بنيويورك، حضرت فصلين دراسيين في كلية بارنارد في عامي 1924 و 1925.

ومن عام 1929 إلى عام 1934 درست كاثرين في جامعة كولومبيا، حيث كان إدوارد كاسنر مهتمًا بعلم الرياضيات، والذي شارك في تأليف ابحاث كاثرين واي الأكاديمية والتي نشرت للمرة الأولى. وتخرجت أخيرًا حاصلة على بكالوريوس العلوم عام 1932. بعدئذ ذهبت للدراسة في جامعة نورث كارولينا، حيث كان جون أرتشيبالد ويلر مهتمًا بعلم الفيزياء النووية، واصبحت كاثرين طالبته الأولى الحاصلة على درجة الدكتوراه. ولأنه كان من الصعب الحصول على تلك الدرجة العلمية في ظل الركود الكبير حينها، فقد بقيت كطالبة متخرجة بعد استكمالها متطلبات شهادة الدكتوراه.

وفي عام 1938 أصبحت زميلة باحثة في كلية برين ماور، حيث حصلت على درجة الدكتوراه في نظرياتها في الفيزياء النووية المتعلقة بالمقطع العرضي الكهروضوئي للالديوترون. بعد ذلك حصلت على منصب تدريس في جامعة تينيسي عام 1939، وترقت لمنصب مدرس مساعد عام 1941.

قدمت واي في مؤتمر عُقد في نيويورك عام 1938 بحثًا عن «القطب الرباعي النووي والعزم المغناطيسي» والتي فيه فحصت تشكل نواة الذرة المستديرة تحت ثلاثة نماذج، من ضمنها نموذج نيلز بور «القطرة السائلة». ثم اتبعت فصحها هذا بفحص أدقّ لنموذج القطرة السائلة في بحث عنوانه «نموذج القطرة السائلة والعزم النووي»، والتي فيه أظهرت أنّ ناتج النواة التي على شكل سيجارة قد يكون غير مستقر. وذكر هويلر في وقت لاحق قائلا:

## مشروع مانهاتن
في عام 1942 عيّن هويلر واي للعمل على مشروع مانهاتن في المختبر الخاص بالمعادن في شيكاغو. وبالتعاون مع الفيزيائي ألفين واينبرغ، قامت واي بتحليل بيانات تدفق النيوترون من تصاميم مفاعل إنريكو فيرمي النووي السابقة لرؤية ما إذا كان من الممكن خلق تفاعل نووي متسلسل ذاتي. وقد وضعت هذه الحسابات لاستخدامها في بناء المفاعل النووي شيكاغو بايل -1 . وبعد ذلك درست واي مشكلة التسمم النووي للمفاعلات باستخدام نتائج انشطار معينة. وبالعمل مع الفيزيائي يوجين ويغنر، فقد طورت كاثرين نظرية التقريب واي- واينر عن انحلال ناتج الانشطار.

وبعيدًا عن عمل واي على مشروع مانهاتن، فقد زارت أيضا موقع هانفورد ومختبر لوس ألاموس. وفي منتصف عام 1945 انتقلت إلى أوك ريدج، تينيسي، حيث اكملت ابحاثها حول الانحلال النووي. وهناك بدأت أن تتخصص في جمع وتنظيم البيانات النووية.

وفي عام 1946 تشاركت كاثرين مع دكستر ماستر بصحيفة نيويورك تايمز في تحرير الكتاب الأكثر مبيعا «ون وورلد أور نان: تقرير للعامة حول المعني التام للقنبلة الذرية». وحوى الكتاب مقالات من تأليف نيلز بور وألبرت اينشتاين وروبرت أوبنهايمر، وبيعت منه حوالي 100000 نسخة.

## الوفاة
انتقلت واي إلى واشنطن العاصمة عام 1949، حيث ذهبت للعمل لصالح المعهد الوطني للمعايير والتقنية. وبعد أربع سنوات، استطاعت أن تقنع المركز القومي للبحوث التابع للأكاديمية الوطنية للعلوم بإنشاء مشروع البيانات النووية، منظمة ذات مسئولية خاصة لجمع ونشر البيانات النووية، وذلك تحت قيادتها. وانتقل مشروع البيانات النووية إلى مختبر أوك ردج الوطني عام 1964، وظلت واي رئيسة لهذا المشروع حتى عام 1968. وبداية من 1964 نشر مشروع البيانات النووية مجلة باسم «نيوكلير داتا شيتس» لنشر المعلومات التي جمعها المشروع. وبعد عام من اطلاق هذه المجلة تم اطلاق واحدة أخرى باسم «أتوميك داتا آند نيوكلير داتا تايبولز». وقد استطاعت كاثرين أيضا أن تقنع محرري الفيزياء النووية أن يضيفو كلمات دلالية لعناوين الموضوعات لسهولة الرجوع إليها.

تركت واي مشروع البيانات النووية في عام 1968 وأصبحت أستاذ مساعد في جامعة ديوك بولاية درم في كارولاينا الشمالية، لكنها استمرت بالعمل كمحررة صحفية لمجلة نيوكلير داتا شيتس حتى عام 1973 ومجلة «أتومك داتا آند نيوكلير داتا تابلز» حتى عام 1982. وفي سنواتها الأخيرة أصبحت مهتمة بمشكلات الكبار الصحية وكرست وقتها لتحسين وتوفير الرعاية الصحية لهم.

وتوفت واي –التي لم تتزوج قط- في تشابل هيل بولاية نورث كارولينا في 9 ديسمبر عام 1995.